# Rödgumpad barbett
Rödgumpad barbett (Psilopogon lagrandieri) är en fågel i familjen asiatiska barbetter inom ordningen hackspettartade fåglar.

## Utseende och läte
Rödgumpad barbett är en stor (29–34 cm) och grön till bronsgrön asiatisk barbett. Båda könen är mestadels bruna på huvudet, med grått på sidor och strupe samt ett blått streck ovan ögat. Vid roten till den stora näbben syns rödaktiga fjädrar De undre stjärttäckarna är röda, vilket gett arten dess namn. Ungfågeln är mattare i färgerna och brunare, med tofsen vid näbbroten mer orangefärgad. Den högljudda sången består av ett antal "kyaa" som hörs enstaka eller i en serie med 30–75 toner per minut i upp till tio sekunder eller längre. Hanen och honan sjunger troligen tillsammans, ibland i duett. Varningslätet är ett "grrrik-grrrik".

## Utbredning och systematik
Rödbukad barbett delas in i två underarter med följande utbredning:
- Psilopogon lagrandieri rothschildi – förekommer i norra Vietnam och norra Laos
- Psilopogon lagrandieri lagrandieri - förekommer i södra Laos och södra Vietnam

Arten tros vara besläktad med större barbett (P. virens).

### Släktestillhörighet
Arten placerades tidigare liksom de allra flesta asiatiska barbetter i släktet Megalaima, men DNA-studier visar att eldtofsbarbetten (Psilopogon pyrolophus) är en del av Megalaima. Eftersom Psilopogon har prioritet före Megalaima, det vill säga namngavs före, inkluderas numera det senare släktet i det förra.

## Levnadssätt
Rödgumpad barbett häckar i städsegrön skog i låglänta områden och på sluttingar upp till 2100 meters höjd. Födan är dåligt känd, men har noterats ta frukt som fikon, men även insekter.

### Häckning
Arten tros häcka mellan januari och juli. Två bofynd har gjorts i södra Vietnam, i hål i döda lövträd 9,5 respektive 16 meter ovanför marken. De cirka 14 dagar gamla ungarna var mestadels nakna och matades av båda föräldrar.

## Status och hot
Arten har ett stort utbredningsområde, men tros minska i antal, dock inte tillräckligt kraftigt för att den ska betraktas som hotad. Internationella naturvårdsunionen IUCN listar därför arten som livskraftig (LC).

## Namn
Fågelns vetenskapliga artnamn hedrar Pierre Paul Marie Benoit de Lagrandière (1807-1876), viceamiral i franska flottan och guvernör över Kochinkina 1863-1868.